# Ingrid Woolard
Ingrid Woolard (* 9. Oktober 1970) ist eine südafrikanische Wirtschaftswissenschaftlerin und Hochschullehrerin.

## Werdegang, Forschung und Lehre
Woolard studierte an der Universität von Natal, an der sie 1992 in Statistik und Wirtschaftswissenschaft als Bachelor of Science graduierte. Anschließend wechselte sie an die Universität von Südafrika, an der sie 1995 ihr Studium in Wirtschaftswissenschaft abschloss. Zunächst war sie bis 1997 als Ökonomin für die Staatsbehörde National Treasury tätig, ehe sie als Lecturer an der Nelson Mandela Metropolitan University in den akademischen Betrieb zurückkehrte. Parallel absolvierte sie bis 2002 an der Universität Kapstadt ihr Ph.D.-Studium. 2004 kehrte sie als Senior Research Fellow an die Universität von Natal zurück, die nach einem Zusammenschluss mit der Universität von Durban-Westville nun als Universität von KwaZulu-Natal firmierte. 2005 zog es sie wieder zur Universität Kapstadt, dort war sie zunächst Chief Research Officer und ab 2008 Associate Professor. Mit Wirken vom Januar 2014 wurde sie an der Hochschule zur ordentlichen Professorin berufen. 2018 folgte sie einem Ruf der Universität Stellenbosch, wo sie als Dekanin die Leitung der wirtschaftswissenschaftlichen Fakultät übernahm.
Woolards Arbeits- und Forschungsschwerpunkte liegen im Bereich der Arbeitsökonomik. Hierbei fokussiert sie sich insbesondere auf Fragen der sozialen Sicherheit sowie Armut und Ungleichheit und Methoden zu deren Bekämpfung im Rahmen von Arbeitsmarktprogrammen oder der Steuerpolitik. Sie ist Research Fellow des Bonner Forschungsinstituts zur Zukunft der Arbeit. Zwischen 2008 und 2014 war sie Mitglied der Employment Conditions Commission, die die südafrikanische Regierung in Arbeitsmarktfragen berät, und saß dabei ab 2011 dem Gremium vor. Zudem beriet sie das Finanzministerium als Mitglied des Davis Tax Committee hinsichtlich möglicher Steuerreformen.